# Lissodendoryx microchelifera
Lissodendoryx microchelifera är en svampdjursart som beskrevs av Hofman och van Soest 1995. Lissodendoryx microchelifera ingår i släktet Lissodendoryx och familjen Coelosphaeridae. Inga underarter finns listade i Catalogue of Life.